# Prados del Rincón
Prados del Rincón är en ort i Mexiko.   Den ligger i kommunen Querétaro och delstaten Querétaro Arteaga, i den centrala delen av landet, 190 km nordväst om huvudstaden Mexico City. Prados del Rincón ligger 1 847 meter över havet och antalet invånare är 269.
Terrängen runt Prados del Rincón är platt åt sydväst, men åt nordost är den kuperad. Terrängen runt Prados del Rincón sluttar söderut. Runt Prados del Rincón är det tätbefolkat, med 849 invånare per kvadratkilometer. Närmaste större samhälle är Santiago de Querétaro, 10,5 km öster om Prados del Rincón. Omgivningarna runt Prados del Rincón är en mosaik av jordbruksmark och naturlig växtlighet.